# Ismaila Coulibaly
Ismaila Cheick Coulibaly, född 25 december 2000 i Mali, är en malisk fotbollsspelare som spelar för LASK i österrikiska Bundesliga.

## Klubblagskarriär
Den 14 januari 2019 meddelade Sarpsborg 08 att Coulibaly tecknat ett fyraårskontrakt med klubben.

### Sheffield United och lån till Beerschots
Den 9 september 2020 blev det officiellt att Premier League-klubben Sheffield United värvat Coulibaly, han skickades dock direkt till det belgiska laget Beerschot på ett treårigt låneavtal. Lånet avslutades dock efter två säsonger då Beerschots blev nedflyttade från den belgiska högsta serien.
Coulibaly gjorde sin debut för seniorlaget i Sheffield United den 7 januari 2023 i en FA-cupmatch mot Millwall på The Den och gjorde sin första start den 7 februari 2023 i den fjärde omgången av cupen mot Wrexham. Fyra dagar senare gjorde han sin ligadebut i Championship som inhoppare i en 3–0-vinst över Swansea City på Bramall Lane.

#### Lån till AIK
Den 2 februari 2024 lånades Coulibaly ut till AIK i Allsvenskan, ett kortlånsavtal som sträckte sig till och med 31 juli 2024. 
Debuten skedde i en 1–0-vinst över Gefle IF i den andra omgången av Svenska cupens gruppspel då han bytes in i den 80:e matchminuten mot Bersant Celina. Den 21 april 2024 gjorde Coulibaly en assist till Celina när AIK vann över ärkerivalen Djurgårdens IF med 2–0 inför 44 734 åskådare på Friends Arena.
Både första och andra målet för klubben gjorde han i en 6–2-vinst över IFK Norrköping på Friends Arena.